# 克拉拉与太阳
《克拉拉与太阳》（英語：Klara and the Sun）是日裔英籍作家石黑一雄的第八本小说，也是作者获得诺贝尔文学奖后出版的第一本小说。该书获得2021年入围第52届英国布克奖长名单 ，也获得了2021年豆瓣读书年度榜单最受关注图书榜首。

## 内容简介
本书主角克拉拉（Klara） 是一个专门为陪伴儿童而设计的顶尖的太阳能人工智能机器人，被稱為愛芙（AF，Artificial Friend），具有极高的观察、推理与共情能力和细腻的情感。她的任务是陪伴儿童成长。克拉拉最初对世界充满好奇，坐在商店橱窗内观察街头来往的人们和孩子们。她试图理解人类的悲欢情感。一天，克拉拉遇见了病重的女孩乔西，乔西许诺要带克拉拉回家。过了很久，克拉拉才再次遇到乔西，故事在克拉拉进入乔西的家庭后慢慢展开。 
在这本书中，石黑一雄通过一位令人难忘的叙述者的视角，观察千变万化的现代社会，探索了一个根本性的问题：究竟什么是爱？

## 改編電影
改編電影由塔伊加·維迪提擔任導演，珍娜·奧特嘉飾演克拉拉，上映時間未定。